# Де Трефферс
«Де Трефферс» (нід. De Treffers) — аматорський футбольний клуб з міста Гроесбек, Нідерланди. Клуб був заснований 1919 року. Клуб виступає у «Tweede Divisie», найвищій аматорській лізі нідерландського футболу.